# Time to Tango
Time to Tango – czwarty studyjny album austriackiej grupy muzycznej Kontrust.

## Lista utworów
1. „Dancer in the sun”
2. „Play with fire”
3. „On the run”
4. „Personal Rotation”
5. „The smash song”
6. „Sin”
7. „We add the world”
8. „Mainstream bypass”
9. „Clown parade”
10. „1k1”
11. „Lato”
12. „Vodka, tribe and dynamite”
13. „Zero”
14. „Känämänännä”
15. „Bomba”
16. „Face and Filter”